# Nielegalni (serial telewizyjny)
Nielegalni – polski serial telewizyjny (thriller szpiegowski, dramat kryminalny), wyprodukowany przez Canal+ Polska i Telemark, będący ekranizacją dwóch powieści Vincenta V. Severskiego: Nielegalni (z 2011 r.) oraz Niewierni (z 2012 r.). Jego premiera miała miejsce 21 października 2018 na antenie Canal+.
Fabuła serialu opowiada o losach agentów wywiadów.

## Obsada
- Grzegorz Damięcki jako Konrad Wolski
- Agnieszka Grochowska jako pułkownik Ewa Dębska
- Filip Pławiak jako major Aleksander Grygoruk vel Oleg Zubow „Travis”
- Sylwia Juszczak jako Sara Korska
- Alicja Juszkiewicz jako Emilia
- Wojciech Żołądkowicz jako Mirek
- Ireneusz Czop jako Marek Bielik, szef Agencji Wywiadu
- Fatima Gorbienko jako Nadia
- Siergiej Frołow jako Michaił ‘Misza’ Popowski
- Artem Jegorow jako Jurewicz
- Andrzej Seweryn jako Hans Jorgensen
- Mykoła Butkowskij jako Zubow
- Synnøve Macody Lund jako Linda Boman
- Fatima Adoum jako Mina[2]

## Odcinki
| Nr odcinka | #  | Reżyseria          | Scenariusz                               | Premiera (Canal+)    |
| ---------- | -- | ------------------ | ---------------------------------------- | -------------------- |
|            |    |                    |                                          |                      |
| 01         | 1  | Leszek Dawid       | Maciej Kubicki Bartosz Staszczyszyn      | 21 października 2018 |
|            |    |                    |                                          |                      |
| 02         | 2  | Leszek Dawid       | Dorota Jankojć-Poddębniak Maciej Kubicki | 21 października 2018 |
|            |    |                    |                                          |                      |
| 03         | 3  | Leszek Dawid       | Dorota Jankojć-Poddębniak Maciej Kubicki | 28 października 2018 |
|            |    |                    |                                          |                      |
| 04         | 4  | Leszek Dawid       | Dorota Jankojć-Poddębniak Maciej Kubicki | 4 listopada 2018     |
|            |    |                    |                                          |                      |
| 05         | 5  | Leszek Dawid       | Maciej Kubicki Bartosz Staszczyszyn      | 11 listopada 2018    |
|            |    |                    |                                          |                      |
| 06         | 6  | Jan P. Matuszyński | Maciej Kubicki Bartosz Staszczyszyn      | 18 listopada 2018    |
|            |    |                    |                                          |                      |
| 07         | 7  | Jan P. Matuszyński | Maciej Kubicki Dorota Jankojć-Poddębniak | 25 listopada 2018    |
|            |    |                    |                                          |                      |
| 08         | 8  | Jan P. Matuszyński | Maciej Kubicki Bartosz Staszczyszyn      | 2 grudnia 2018       |
|            |    |                    |                                          |                      |
| 09         | 9  | Jan P. Matuszyński | Maciej Kubicki Dorota Jankojć-Poddębniak | 9 grudnia 2018       |
|            |    |                    |                                          |                      |
| 10         | 10 | Jan P. Matuszyński | Maciej Kubicki                           | 16 grudnia 2018      |
|            |    |                    |                                          |                      |

## Produkcja
Okres zdjęciowy rozpoczął się 3 października 2017.